# Aéroport international de Tân Sơn Nhất
L'aéroport international de Tân Sơn Nhất (code IATA : SGN • code OACI : VVTS) est le plus grand aéroport du Việt Nam. Il était anciennement connu sous le nom d'aéroport de Tan Son Nhut. Il est situé dans la ville de Hô Chi Minh-Ville. En 2005, cet aéroport a accueilli 50 % des passagers de tous les aéroports vietnamiens (7 millions de passagers, pour un trafic global de 14 millions de passagers), et plus de 60 % du trafic des passagers internationaux du Viêt Nam[réf. souhaitée].
En 2005, cet aéroport a accueilli 15,5 millions de passagers.
Selon les prévisions de l'administration de l'aviation vietnamienne, le trafic devrait dépasser les 25 millions de passagers par an avant 2015.

## Histoire
Dans le courant des années 1930, le gouvernement colonial français a construit un petit aérodrome avec une piste en terre dans le village de Tân Sơn Nhứt, nommé base aérienne de Tann Sonn Nhut[réf. souhaitée].
Après l'indépendance, en 1956, les États-Unis agrandissent cet aéroport en ajoutant une piste de 2 194 mètres en béton armé. Tân Sơn Nhất devient alors l'aéroport international du Sud Viêt Nam. Pendant la guerre du Viêt Nam, il était une importante base aérienne de l'US Air Force et de la Force aérienne vietnamienne (VNAF). Avant 1975, l'aéroport de Tan Son Nhat était l'une des bases aériennes les plus actives dans le monde[réf. souhaitée].
Selon les prévisions, ce site sera surchargé après 2015 (25 millions de passagers),.
Selon le plan, dans la période 2030-2035, presque toutes les activités de l’aéroport international de Tân Son Nhât seront transférées à Long Thành. Ce dernier prendra en charge pour 80 % des passagers internationaux et pour 20 % de visiteurs nationaux, des taux exactement inverses pour l’aéroport de Tân Son Nhât. À l’avenir, ce dernier ne servira principalement qu’aux besoins des voyageurs des vols intérieurs.

## Situation

### Carte des aéroports du Viêtnam
| Vân Đồn (2018) Thọ Xuân Chu Lai Liên Khuong Đà Nẵng Hải Phòng Cat Bi Hanoï Saïgon Nha Trang Phú Quốc Vinh Buôn Ma Thuôt Cà Mau Côn Đảo Đồng Hới Pleiku Phù Cát Phú Bài Rach Gia Nà Sản Đông Tác Vũng Tàu Cần Thơ Diên Biên Phu Quảng Trị |

## Équipements

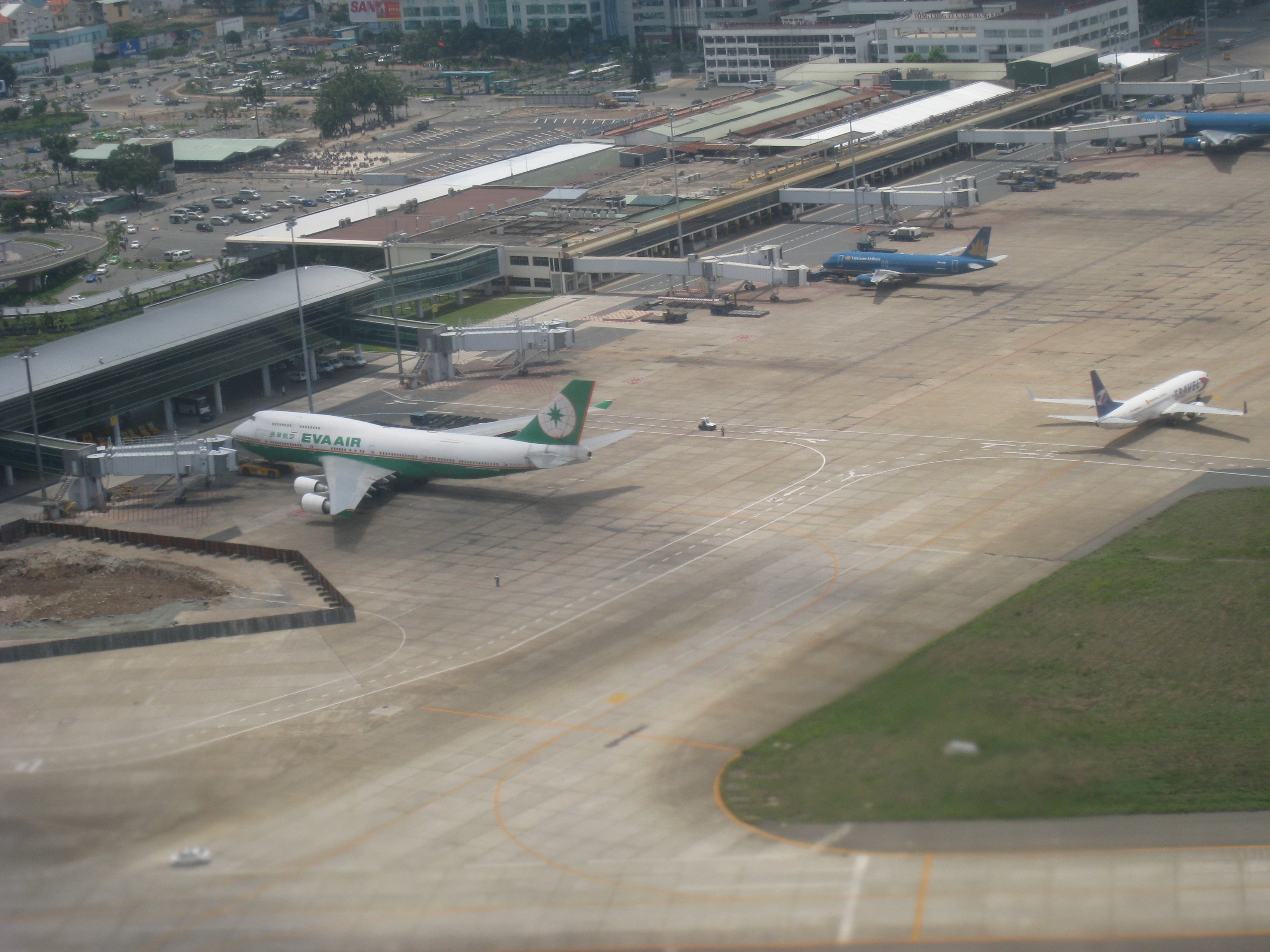
Aéroport international de Tân Sơn Nhất, photographies aériennes d'aéroports au Vietnam, Airbus A320 de Vietnam Airlines, aires de stationnement des avions, Boeing 737 de Travel Service, Boeing 747-400 d'EVA Air, passerelles d'embarquement au Vietnam. Photo prise le 2009-04-07.

Il comprend deux pistes en béton (3 048 m × 60 m et 3 800 m × 60 m). L'ancienne aérogare est capable d'accueillir 7 millions de passagers par an. La nouvelle aérogare internationale a été achevée en 2006 avec une capacité de 10 millions de passagers par an, pour un coût de 260 millions de dollars américains. En 2020, un autre aéroport, l'aéroport international de Long Thành (avec une capacité de 100 millions de passagers par an, pour un coût de 8 milliards de dollars) doit reprendre une partie du trafic de Tân Sơn Nhất, qui servira alors uniquement pour les vols intérieurs.

## Compagnies et destinations
| Compagnies                       | Destinations |
| -------------------------------- | --- |
| Aeroflot                         | Moscou Chérémétiévo |
| AirAsia                          | Johor Bahru-Senai, Kuala Lumpur, Penang |
| Air Busan                        | Pusan-Gimhae |
| Air China                        | Pékin-Capitale |
| Air France                       | Paris-Charles de Gaulle |
| All Nippon Airways               | Tokyo-Haneda ,, Tokyo-Narita |
| Asiana Airlines                  | Séoul-Incheon |
| Bamboo Airways                   | Đà Nẵng, Đồng Hới, Hải Phòng-Cat Bi, Along-Vân Đồn, Hanoï-Nội Bài, Kiev-Boryspil, Los Angeles, Cam Ranh, Munich-F. J. Strauß, Prague-Václav-Havel, Phú Quốc, Quảng Trị, San Francisco, Phù Cát, Thanh Hóa, Vinh Charter : Ibaraki |
| Cambodia Angkor Air              | Phnom Penh, Siem Reap-Angkor, Sihanoukville |
| Cathay Pacific                   | Hong Kong |
| Cebu Pacific                     | Manille-N. Aquino |
| China Airlines                   | Taïwan-Taoyuan |
| China Eastern Airlines           | Kunming-Changshui, Shanghai-Pudong |
| China Southern Airlines          | Pékin-Daxing ,[réf. nécessaire] Canton-Baiyun, Shanghai-Pudong, Shenzhen-Bao'an, Wuhan , |
| Chongqing Airlines               | Chongqing-Jiangbei |
| Druk Air                         | Charter : Guwāhāti, Paro |
| Edelweiss Air                    | En saison : Zurich |
| Emirates                         | Dubaï |
| EVA Air                          | Taïwan-Taoyuan |
| Finnair                          | En saison : Helsinki-Vantaa |
| IndiGo                           | Calcutta-N. S. C. Bose |
| Japan Airlines                   | Tokyo-Haneda, Tokyo-Narita |
| Jeju Air                         | Séoul-Incheon |
| Jetstar Airways                  | Melbourne-Tullamarine, Sydney-K. Smith |
| Jetstar Asia Airways             | Singapour-Changi |
| Jetstar Pacific Airlines         | Bangkok-Suvarnabhumi, Buôn Ma Thuôt, Chu Lai, Đà Lạt-Liên Khuong, Đà Nẵng, Đồng Hới, Hải Phòng-Cat Bi, Hanoï-Nội Bài, Phú Bài, Cam Ranh, Phú Quốc, Phù Cát, Singapour-Changi, Thanh Hóa, Đông Tác, Vinh |
| Korean Air                       | Séoul-Incheon |
| Lao Airlines                     | Paksé, Vientiane-Wattay |
| LOT Polish Airlines              | En saison Charter : Varsovie-Chopin |
| Mahan Air                        | En saison Charter : Téhéran-Imam-Khomeini |
| Malaysia Airlines                | Kuala Lumpur |
| Malindo Air                      | Kuala Lumpur |
| Mandarin Airlines                | Taichung |
| Nok Air                          | Bangkok-Don Muang |
| Philippine Airlines              | Manille-N. Aquino |
| Philippines AirAsia              | Manille-N. Aquino |
| Qatar Airways                    | Doha-Hamad, Phnom Penh |
| Royal Brunei Airlines            | Bandar Seri Begawan |
| Ruili Airlines                   | Kunming-Changshui |
| Scoot                            | Singapour-Changi |
| Sichuan Airlines                 | Chengdu-Shuangliu, Nanning |
| Singapore Airlines               | Singapour-Changi |
| Thai AirAsia                     | Bangkok-Don Muang |
| Thai Airways                     | Bangkok-Suvarnabhumi |
| Thai Vietjet Air                 | Pattaya U-tapao |
| Turkish Airlines                 | Istanbul |
| T'way Air                        | Séoul-Incheon |
| Uni Air                          | Taïwan-Taoyuan |
| Vietjet Air                      | - Bangkok-Suvarnabhumi, - Buôn Ma Thuôt, - Chiang Mai, - Chu Lai, - Đà Lạt-Liên Khuong, - Đà Nẵng, - Delhi-Indira Gandhi, - Denpasar-Bali, - Đồng Hới, - Hải Phòng-Cat Bi, - Along-Vân Đồn, - Hanoï-Nội Bài, - Hong Kong, - Phú Bài, - Kaohsiung, - Kuala Lumpur, - Bombay-Chhatrapati-Shivaji , - Cam Ranh, - Osaka-Kansai, - Manille-N. Aquino, - Phuket, - Phú Quốc, - Pleiku, - Phù Cát, - Séoul-Incheon, - Singapour-Changi, - Taichung, - Tainan, - Taïwan-Taoyuan, - Thanh Hóa, - Tokyo-Narita, - Vinh |
| Vietnam Airlines                 | - Bangkok-Suvarnabhumi, - Buôn Ma Thuôt, - Pékin-Daxing, - Pusan-Gimhae, - Chu Lai, - Đà Lạt-Liên Khuong, - Đà Nẵng, - Denpasar-Bali, - Đồng Hới, - Francfort, - Fukuoka, - Canton-Baiyun, - Haikou, - Hải Phòng-Cat Bi, - Along-Vân Đồn, - Hanoï-Nội Bài, - Hong Kong, - Phú Bài, - Djakarta-S.-Hatta, - Kaohsiung, - Kuala Lumpur, - Londres-Heathrow, - Melbourne-Tullamarine, - Nagoya-Chūbu, - Cam Ranh, - Osaka-Kansai, - Paris-Charles de Gaulle, - Phnom Penh, - Phuket, - Phú Quốc, - Pleiku, - Phù Cát, - San Francisco, - Séoul-Incheon, - Shanghai-Pudong, - Shenzhen-Bao'an, - Siem Reap-Angkor, - Singapour-Changi, - Sydney-K. Smith, - Taïwan-Taoyuan, - Thanh Hóa, - Tokyo-Narita, - Vientiane-Wattay, - Vinh, - Rangoun (Yangon) |
| Vietnam Airlines opéré par VASCO | Cà Mau, Côn Đảo, Quảng Trị" |
| Xiamen Air                       | Xiamen-Gaoqi |

## Statistiques
Le graphique qui aurait dû être présenté ici ne peut pas être affiché car il utilise l'ancienne extension Graph, désactivée pour des questions de sécurité. Des indications pour créer un nouveau graphique avec la nouvelle extension Chart sont disponibles ici.

Voir la requête brute et les sources sur Wikidata.

## Transport terrestre

### Bus et navette
Une gare routière est située en face du terminal international et est desservie par Ho Chi Minh City Bus. Il est relié au centre-ville par les lignes de bus 109 et 152 ainsi que par la ligne de bus navette 49. Reliant l'aéroport à Vung Tau et d'autres villes Mekong Delta sont des services de minibus express ainsi que la ligne de bus 119 (via la gare routière de Mien Tay).

### Metro
L'aéroport devrait être desservi par le métro de Ho Chi Minh-Ville, ligne 4B, reliée aux lignes 4 et 5 avec des services vers le sud et l'est de la ville. Cependant, on ne sait pas actuellement quand la ligne sera construite.

### Taxi
Il existe plusieurs options pour prendre un taxi de l'aéroport à la ville :
- file d'attente principale des taxis. Elle se trouve à gauche lorsque vous sortez par la porte principale au rez-de-chaussée du terminal. Lorsque vous montez dans la voiture, demandez au conducteur d'allumer le compteur. Des marques de taxis traditionnels comme Vinasun et Mai Linh opèrent à l'aéroport avec un service covoiturage Grab[31] ;
- SASCO, comptoir de voyage dans l'aérogare[32] ;
- autres comptoirs de taxi prépayés à l'aéroport. Il y a aussi d'autres comptoirs après le dédouanement, mais toujours dans le bâtiment de l'aéroport, où ils vendent des bons de taxi prépayés tels que Song Viet.

### Route
Jusqu'en 2016, l'aéroport n'avait qu'une seule route d'accès principale via la rue Truong Son, ce qui a provoqué une congestion chronique pour le trafic entrant et sortant de l'aéroport. Afin de réduire goulot d'étranglement, en août 2016, le boulevard Pham Van Dong a officiellement ouvert et relié l'aéroport à route nationale 1A dans une intersection à l'est de l'aéroport.